# Christer Strömholm och nazismen
Christer Strömholm och nazismen är en bok av författaren Andreas Gedin från 2025 om den svenske fotografen Christer Strömholm.
Boken ger en bild av Strömholm utöver den gängse bilden av den hyllade Hasselblads-prisade fotografen. Bokens tyngdpunkt ligger helt på Strömholms sedan ungdomen stora engagemang i den svenska nazistiska rörelsen under 1930- och 1940-talen.
Bokens källmaterial är hämtade från Riksarkivets akt över Christer Strömholm och andra personer och flera förundersökningar och rättegångsprotokoll.
I februari 2025 bestämde Höganäs kommun att Höganäs nya kulturhus döper om sitt Christer Strömholm-rum; anledningen är de uppgifter som framkommer i boken.